# شونتا تاناكا
شونتا تاناكا (田中 駿汰) (26 مايو 1997 في أوساكا في اليابان – )؛ هو لاعب مدافع.

## وصلات خارجية
- شونتا تاناكا على موقع رابطة كرة القدم اليابانية للمحترفين (اليابانية)
- شونتا تاناكا على موقع قاعدة بيانات كرة القدم.إي يو (الإنجليزية)
- شونتا تاناكا على موقع ناشيونال فوتبول تيمز (الإنجليزية)
- شونتا تاناكا على موقع Soccerway.com (الإنجليزية)
- شونتا تاناكا على موقع عالم كرة القدم.نت (الإنجليزية)